# 金開英

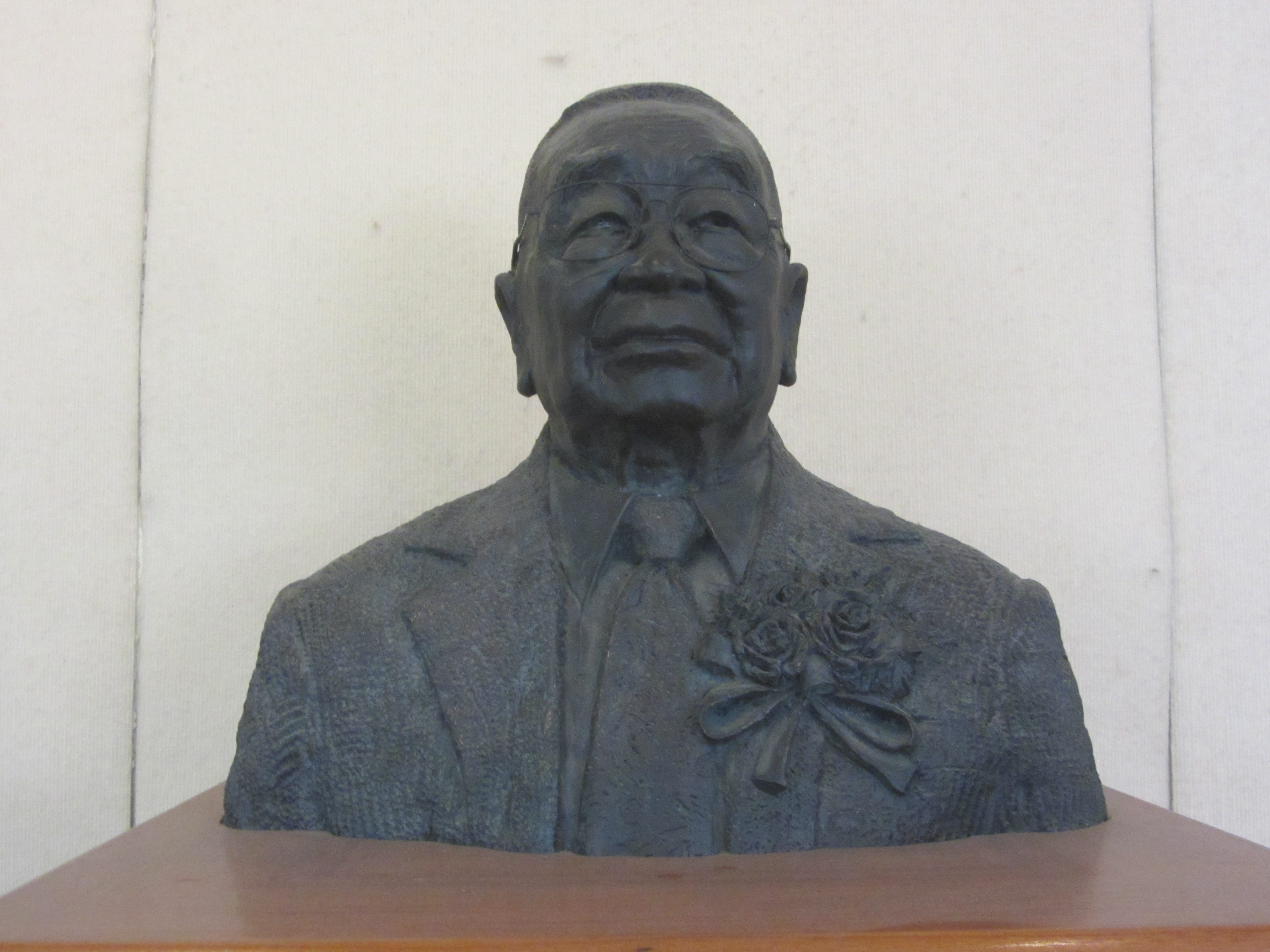
台灣油礦陳列館內的金開英胸像。

金開英（1902年10月16日—1999年5月8日），字公弢，浙江省吳興縣南潯鎮人，為中國石油工業人士，為1960年代台灣石化工業發展的催生者。

## 簡介
其早年曾兩度負笈美國，分別在威斯康辛大學攻讀化學工程，與哥倫比亞大學攻讀燃料工程。
1945年，對日抗戰結束後，金開英先生奉命擔任台灣石油事業接管委員會主任委員，來台灣接收日本人所有關於石油生產、煉製與營運相關設備。當時外商對當時國內石油市場有極大興趣，因此金開英先生與少數有識之士密商後，建議政府於1946年6月1日，於上海成立中國石油公司，金開英先生則擔任協理，負責製造與材料業務。1948年末，大陸局勢逆轉，金開英先生奉命來台部署。至1949年初將公司遷來台北。曾倡議中國技術服務社﹝今中鼎公司的前身﹞。其後接任總經理，至1961年卸任。
先生對人才之培植亦不遺餘力，為台灣石油與石化界培植英才無數，如胡新南、李達海、詹紹啟、姚恆修、虞德麟、董世芬、陳耀生等大老。